# Dihedrální grupa
Dihedrální grupa je pojem z algebry, který označuje grupu shodností pravidelného mnohoúhelníka (otočení a osové souměrnosti). Dihedrální grupy patří mezi jednoduché příklady (nekomutativních) konečných grup a hrají důležitou roli v teorii grup, geometrii a chemii.

## Vlastnosti

### Prvky

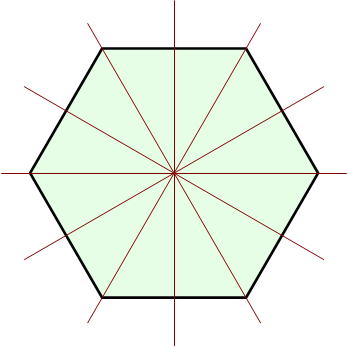
Šest osových symetrií pravidelného šestiúhelníka

Pravidelný n-úhelník má celkem 2n různých shodností, které ho zachovávají: n otočení a n osových souměrností. Ty tvoří prvky dihedrální grupy {\displaystyle D_{n}}. Pro lichá n spojují osy souměrností vždy střed strany s protilehlým vrcholem. Pro sudá n prochází polovina os vždy středy dvou protilehlých stran a druhá polovina os spojuje protilehlé vrcholy. V obou případech je shodností dohromady stejně jako vrcholů. Složením dvou osových souměrnosti je rotace o dvojnásobek úhlu, který tyto osy svírají.
Na následující sérii obrázků jsou všechny možné shodnosti osmiúhelníku, v první řadě otočení a v druhé řadě osové souměrnosti (místo označení vrcholů je za účelem identifikace zobrazení použit obrázek stopky):

### Grupová operace

Osové souměrnosti rovnostranného trojúhelníka

Složení dvou shodností pravidelného mnohoúhelníka dává opět shodnost. Toto skládání je grupová operace. Následující Cayleyova tabulka obsahuje všechna možná složení shodností rovnostranného trojúhelníka. R₀ značí neutrální prvek, R₁ a R₂ jsou otočení proti směru hodinových ručiček o
120° a 240° a S₀, S₁ a S₂ jsou osové souměrnosti označené na obrázku vpravo.
|    | R0 | R1 | R2 | S0 | S1 | S2 |
| -- | -- | -- | -- | -- | -- | -- |
| R0 | R0 | R1 | R2 | S0 | S1 | S2 |
| R1 | R1 | R2 | R0 | S1 | S2 | S0 |
| R2 | R2 | R0 | R1 | S2 | S0 | S1 |
| S0 | S0 | S2 | S1 | R0 | R2 | R1 |
| S1 | S1 | S0 | S2 | R1 | R0 | R2 |
| S2 | S2 | S1 | S0 | R2 | R1 | R0 |

Je vidět, že dihedrální grupa D₄ není komutativní, což platí pro všechny indexy kromě 1 a 2.